# الاتحاد الفلسطيني لرياضة السيارات والدراجات النارية
الاتحاد الفلسطيني للسيارات والدراجات النارية هو اتحاد رياضي فلسطيني. تأسس الاتحاد عام 1975 في دولة الكويت، تحت مسمى الاتحاد الفلسطيني لألعاب القوى (الدراجات). وهو عضو في الاتحاد العربي للدراجات منذ عام 2008. يرأس الاتحاد خالد قدورة.